# Villa Caruso di Bellosguardo
Villa Caruso di Bellosguardo (già Villa Pucci di Bellosguardo o Villa di Bellosguardo) si trova nel comune di Lastra a Signa in una delle zone collinari più belle della provincia di Firenze.

## Storia e descrizione

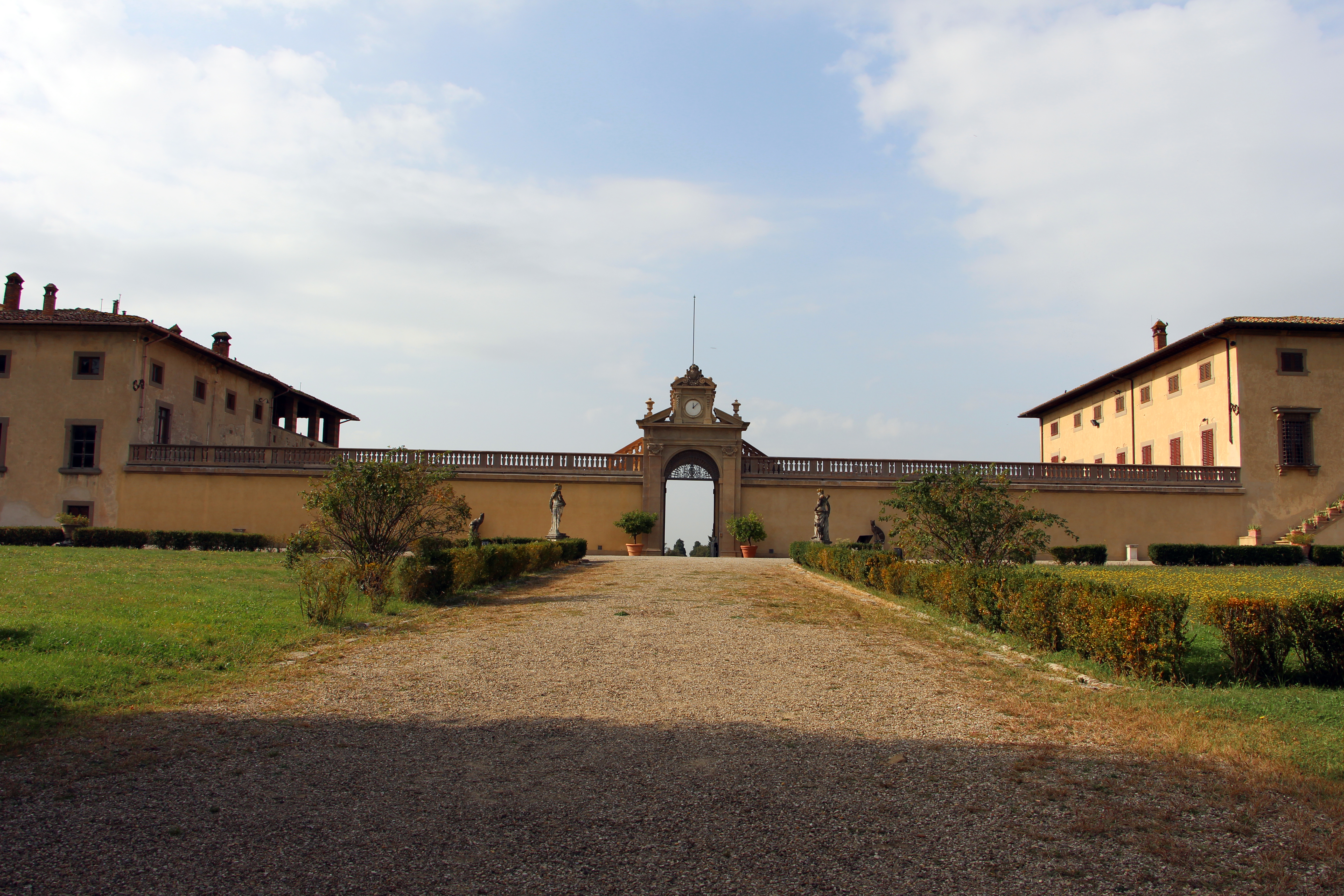
Villa Caruso di Bellosguardo

Nel 1541 l'abate Alessandro Pucci acquistò la proprietà dove, tra il 1585 e il 1595, fece costruire la villa che avrebbe dovuto strutturalmente rappresentare in pieno l'ideale manieristico allora in voga, andando probabilmente a soppiantare un vecchio edificio già presente all'acquisto del terreno. Egli incaricò l'architetto Giovanni Antonio Dosio per la progettazione, mentre le pitture interne ed esterne che anticamente ricoprivano le pareti furono realizzate da Giovanni Balducci detto il Cosci, le decorazioni da Sandro Laschi, le sculture di animali da Romolo del Tadda. Tali opere andarono perdute nel XIX secolo. Oltre alla villa vennero realizzati, su disegno del Tribolo, un giardino ed un parco di grande rilievo con pregiate essenze arboree e sculture di animali disposte fra le piante.
Nel 1672 il marchese Roberto di Giulio Pucci ampliò la struttura, apportando numerose modifiche stilistiche di stampo barocco in linea con la moda del tempo.
La villa rimase di proprietà della famiglia Pucci fino al 1858 quando venne venduta a Giuseppe Campi, un membro dell'Accademia dei Georgofili ciambellano del granduca Leopoldo II, alla cui morte venne ereditata, perché senza figli, dal nipote Giuseppe Protonotari, successore alla direzione della Nuova Antologia del fondatore e fratello maggiore Francesco.
Nel 1906 la villa venne acquistata da Enrico Caruso, pertanto essa viene anche indicata come Villa Caruso; il tenore, rapito dalla bellezza e dalla pace che nella sua nuova residenza poteva trovare, la fece restaurare arricchendola con numerose opere d'arte ed interventi strutturali secondo lo stile classico delle ville toscane, che le conferirono l'aspetto attuale. Tale compito fu assegnato all'architetto fiorentino Rodolfo Sabatini, il quale modificò la villa secondo le caratteristiche delle ville toscane. Oltre all'ampliamento delle strutture preesistenti, rese le stesse simmetriche ed abbellì il muro che unisce i due corpi con una galleria formata da colonne che sorreggono una terrazza.
In seguito alla morte del tenore, nel 1921, la proprietà passò nelle mani del figlio Rodolfo e del fratello Giovanni per poi subire altri avvicendamenti proprietari: l'ingegner Bianchi, dal 1935 il Conte Giuseppe De Micheli la cui famiglia ne rimase proprietaria fino al 1976 e la famiglia Gucci. Nel 1995 il comune lastrigiano decise di acquistare la villa con l'intento di valorizzarne la bellezza architettonica.
Il comune di Lastra a Signa ne ha affidato la gestione all'Associazione Villa Caruso e quest'ultima ne promuove la valorizzazione organizzando concerti, spettacoli, esposizioni e visite.
Nel maggio 2019 il comune di Lastra a Signa pubblica un bando per la sua concessione e valorizzazione, che prevede la concessione dell'uso della Villa con finalità culturali, in cambio di interventi di manutenzione ordinaria e straordinaria da parte del concessionario.

## Museo Enrico Caruso
È aperto al pubblico dal 25 febbraio 2012 il Museo Enrico Caruso, l'unico in Italia dedicato al tenore. Il museo raccoglie cimeli ed oggetti quotidiani appartenuti a Caruso.

## Il parco
Il Parco di Villa Caruso di Bellosguardo è il giardino cinquecentesco della villa. Commissionato da Alessandro Pucci al Tribolo nel 1541 è uno dei pochi esempi toscani di giardino tardo rinascimentale. Organizzato in settori geometrici e simmetrici il giardino è arricchito da statue e fontane disposte nel corso dei secoli. Oggi sono presenti anche percorsi botanici.